# 太美山線
太美山線（ふとみやません）とは、かつて日本国有鉄道、西日本旅客鉄道（JR西日本）及び西日本ジェイアールバスが運行していた富山県西礪波郡福光町（現南砺市）の福光駅から同県同郡同町の立野脇駅までを結んでいた自動車路線である。2000年（平成12年）12月時点における営業キロは、15.0kmであった。2001年（平成13年）12月1日以降は、加越能バスが立野脇線として同区間における一般乗合旅客自動車運送事業を行っていたが、2019年（令和元年）10月1日より南砺市営バスに移管された。

## 概要
国有鉄道は1939年（昭和14年）9月1日に国鉄自動車金福線総平駅 - 福光駅間を開業させていたが、1951年（昭和26年）3月10日から同線の一部として福光駅 - 井波駅前駅間及び福光駅 - 越中吉見駅間を開業させた。この金福線は1953年（昭和28年）12月30日からは金白北線、1955年（昭和30年）10月28日からは金白北本線と呼ばれるようになった。福光駅 - 越中吉見駅間の区間は1957年（昭和32年）10月1日に起点を福光駅から福光東町駅に変更している。また、1960年（昭和35年）5月27日には金白北本線福光東町駅 - 西太美駅間が開業した。1963年（昭和38年）1月10日に福光東町駅が廃止されると共に、福光東町駅 - 越中吉見駅間及び福光東町駅 - 西太美駅間における起終点は福光東町駅から福光駅に変更され、福光駅 - 越中吉見駅間及び福光駅 - 西太美駅間は太美山線と称されることとなった。同年3月6日には福光町の陳情によって同線越中吉見駅 - 下刀利駅間が延伸開業している。1965年（昭和40年）9月11日に天神町駅が開業すると共に福光駅 - 下刀利駅間における起点は、福光駅から天神町駅に変更された。
昭和40年代からは福光町における乗合自動車の利用者は逓減し、各乗合旅客自動車運送事業者は路線系統の整備や不採算路線の合理化を行うようになった。太美山線においても1967年（昭和42年）5月20日に太美山駅における手小荷物の配達取扱を廃止し、1970年（昭和45年）12月15日には同駅における手小荷物の取扱を廃止している。また、1985年（昭和60年）3月13日には福光駅 - 西太美駅間における一般乗合旅客自動車運送事業が廃止され、続いて1986年（昭和61年）12月11日には立野脇駅 - 下刀利駅間が国鉄自動車路線名称より削除された。また、同線における一般路線貨物自動車運送事業は1964年（昭和39年）8月20日を以て廃止されている。
1987年（昭和62年）4月1日に国鉄分割民営化が行われてからも西日本旅客鉄道管内における旧国鉄自動車線は同社の自動車事業部として運営されることになったが、1988年（昭和63年）4月1日からは西日本ジェイアールバスが西日本旅客鉄道から自動車線に係る資産や事業を譲り受け事業を開始することとなった。しかし、太美山線は旅客の減少によって採算が合わず、西日本ジェイアールバスは福光町に対し2000年（平成12年）9月14日に同線を廃止する意向であることを伝えた。そして2001年（平成13年）11月30日に西日本ジェイアールバス太美山線は廃止された。しかし、福光町が砺波市役所から天神町に至る自動車線を運営する加越能鉄道にその代替運行を依頼した結果、同年12月1日からは加越能鉄道が運行本数を減らしながらも同線を立野脇線として継続運営することとなった。
2019年（令和元年）6月26日に開かれた富山県生活路線バス協議会において、加越能バスは同年10月1日付で砺波立野脇線を廃止する旨を報告した。これに伴い南砺市は市営バス立野脇線を開設して、その代替輸送を行うこととなった。

## 沿革

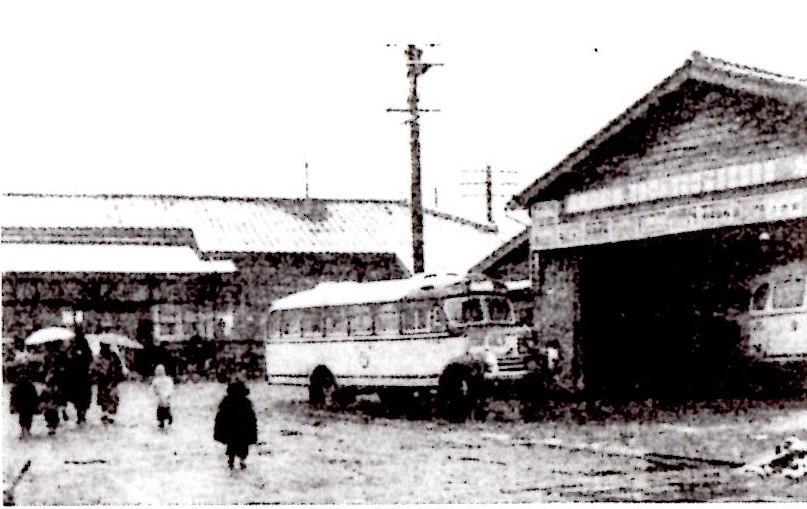
国鉄自動車が発着する昭和20年代の福光駅

金白北線路線図

- 1951年（昭和26年）3月10日 - 金福線福光駅 - 井波駅前駅間及び福光駅 - 越中吉見駅間が開業する[5]。福光駅に限り一般運輸営業を行い、その他の駅においては旅客に限り取扱を行う[5]。
- 1953年（昭和28年）
  - 7月5日 - 太美山駅における営業範囲を改正し、同駅における手荷物及び小荷物の取扱を開始する[27]。ただし、配達は行わない[27]。
  - 12月30日 - 金福線を金白北線と改称する[6]。
- 1954年（昭和29年）
  - 5月27日 - 越中吉見駅における営業範囲を改正し、車扱貨物の取扱を開始する[28]。
  - 8月1日 - 太美山駅における営業範囲を改正し、一般運輸営業の取扱を開始する[29]。
- 1955年（昭和30年）10月28日 - 金白北線を金白北本線と改称する[7]。
- 1957年（昭和32年）10月1日 - 福光東町駅が開業し[30]、金白北本線福光駅 - 越中吉見駅の起点を福光駅から福光東町駅に変更する[8]。
- 1960年（昭和35年）5月27日 - 金白北本線福光東町駅 - 西太美駅間が開業する[9]。同区間においては旅客に限り取扱を行う[9]。
- 1961年（昭和36年）1月1日 - 越中吉見駅における営業範囲を改正し、旅客及び自動車線内相互発着となる貨物を取扱う駅となる[31]。
- 1962年（昭和37年）5月8日 - 永田金沢自動車営業所長等の現地調査によって太美山線の刀利延伸が決定する[13]。
- 1963年（昭和38年）
  - 1月10日 - 福光東町駅を廃止し[10]、福光東町駅 - 越中吉見駅間及び福光東町駅 - 西太美駅間における起点を福光東町駅から福光駅に変更する[11]。また、福光駅 - 越中吉見駅間及び福光駅 - 西太美駅間を太美山線と線路名称を定める[11]。また、福光駅 - 開発駅間に福光高校前駅が開業する[32]。
  - 3月10日 - 越中吉見駅 - 下刀利駅間が開業する[12]。同区間においては越中吉見駅を除き旅客のみ取扱を行う[12]。
- 1964年（昭和39年）
  - 6月1日 - 太美山駅及び越中吉見駅における営業範囲を改正し、太美山駅は一般運輸営業を廃止し旅客、手荷物及び小荷物を取扱う駅となり、越中吉見駅は旅客のみ取扱う駅となる[33]。
  - 8月20日 - 福光駅 - 越中吉見駅間における一般路線貨物自動車運送事業を廃止する[21]。
- 1965年（昭和40年）9月11日 - 天神町駅が開業し、福光駅 - 下刀利駅間における起点を福光駅から天神町駅に変更する[14][15]。また、南谷駅及び開発駅を廃止し[34]、福光高校前駅を福光栄町駅に改称し[35]、越中広瀬駅 - 古舘駅間に広瀬舘駅、西太美駅 - 太美山駅間に南才川駅、太美山駅 - 越中吉見駅間に舘駅、立野脇駅 - 刀利ダム前駅間に太美ダム前駅、福光栄町駅 - 祖谷駅間に竹内駅及び舘村駅、祖谷駅 - 広谷駅間に香城寺口駅が開業する[15]。新設の駅はいずれも旅客に限り取扱を行う[15]。
- 1967年（昭和42年）5月20日 - 太美山駅における営業範囲を改正し、手荷物及び小荷物の配達取扱を廃止する[17]。
- 1970年（昭和45年）12月15日 - 太美山駅における営業範囲を改正し、手荷物及び小荷物の取扱を廃止する[36]。
- 1985年（昭和60年）3月13日 - 太美山線福光駅 - 西太美駅間（7.1粁）における一般乗合旅客自動車運送事業を廃止する[19][37]。
- 1986年（昭和61年）12月11日 - 昭和24年日本国有鉄道公示第31号「国鉄自動車路線名称」を全部改正し、太美山線の区間を福光駅 - 立野脇駅間に改め、立野脇駅 - 下刀利駅間を削除する[20]。
- 1987年（昭和62年）4月1日 - 国鉄分割民営化により西日本旅客鉄道が発足し、同社管轄区間の旧国鉄自動車線を継承する[38][22]。
- 1988年（昭和63年）4月1日 - 西日本ジェイアールバスが発足し、西日本旅客鉄道の自動車事業を継承する[23]。
- 2000年（平成12年）9月14日 - 西日本ジェイアールバスが福光町に太美山線を廃止する意向を伝える[24]。
- 2001年（平成13年）
  - 11月30日 - 西日本ジェイアールバス太美山線を廃止する[25]
  - 12月1日 - 加越能鉄道が西日本ジェイアールバス太美山線を代替し、立野脇線の営業を開始する[2]。
- 2019年（令和元年）
  - 6月26日 - 加越能バスが立野脇線を同年10月1日付で廃止する旨を報告する[26]。
  - 10月1日 - 加越能バスが立野脇線を廃止し、南砺市営バス立野脇線の運行を開始する[3]。

## 自動車駅一覧
| 駅名       | 訓                 | 位置                           | 備考                                                         |
| ---------- | ------------------ | ------------------------------ | ------------------------------------------------------------ |
| 福光駅     | ふくみつ           | 富山県西礪波郡福光町           | 既設停車場                                                   |
| 福光東町駅 | ふくみつひがしまち | 富山県西礪波郡福光町           | 1957年（昭和32年）10月1日開業、1963年（昭和38年）1月10日廃止 |
| 天神町駅   | てんじんまち       | 富山県西礪波郡福光町福光町     | 1965年（昭和40年）9月11日開業                                |
| 越中広瀬駅 | えっちゅうひろせ   | 富山県西礪波郡広瀬村大字天神   | 1951年（昭和26年）3月10日開業                                |
| 広瀬舘駅   | ひろせだち         | 富山県西礪波郡福光町小坂       | 1965年（昭和40年）9月11日開業                                |
| 古舘駅     | ふるたち           | 富山県西礪波郡西太美村大字古舘 | 1951年（昭和26年）3月10日開業                                |
| 西太美駅   | にしふとみ         | 富山県西礪波郡西太美村大字戈川 | 1951年（昭和26年）3月10日開業                                |
| 南才川駅   | みなみさいかわ     | 富山県西礪波郡福光町才川七     | 1965年（昭和40年）9月11日開業                                |
| 太美山駅   | ふとみやま         | 富山県西礪波郡太美山村大字重安 | 1951年（昭和26年）3月10日開業                                |
| 舘駅       | たち               | 富山県西礪波郡福光町太美舘     | 1965年（昭和40年）9月11日開業                                |
| 越中吉見駅 | えっちゅうよしみ   | 富山県西礪波郡太美山村大字吉見 | 1951年（昭和26年）3月10日開業                                |
| 立野脇駅   | たてのわき         | 富山県西礪波郡福光町大字立野脇 | 1963年（昭和38年）3月10日開業                                |

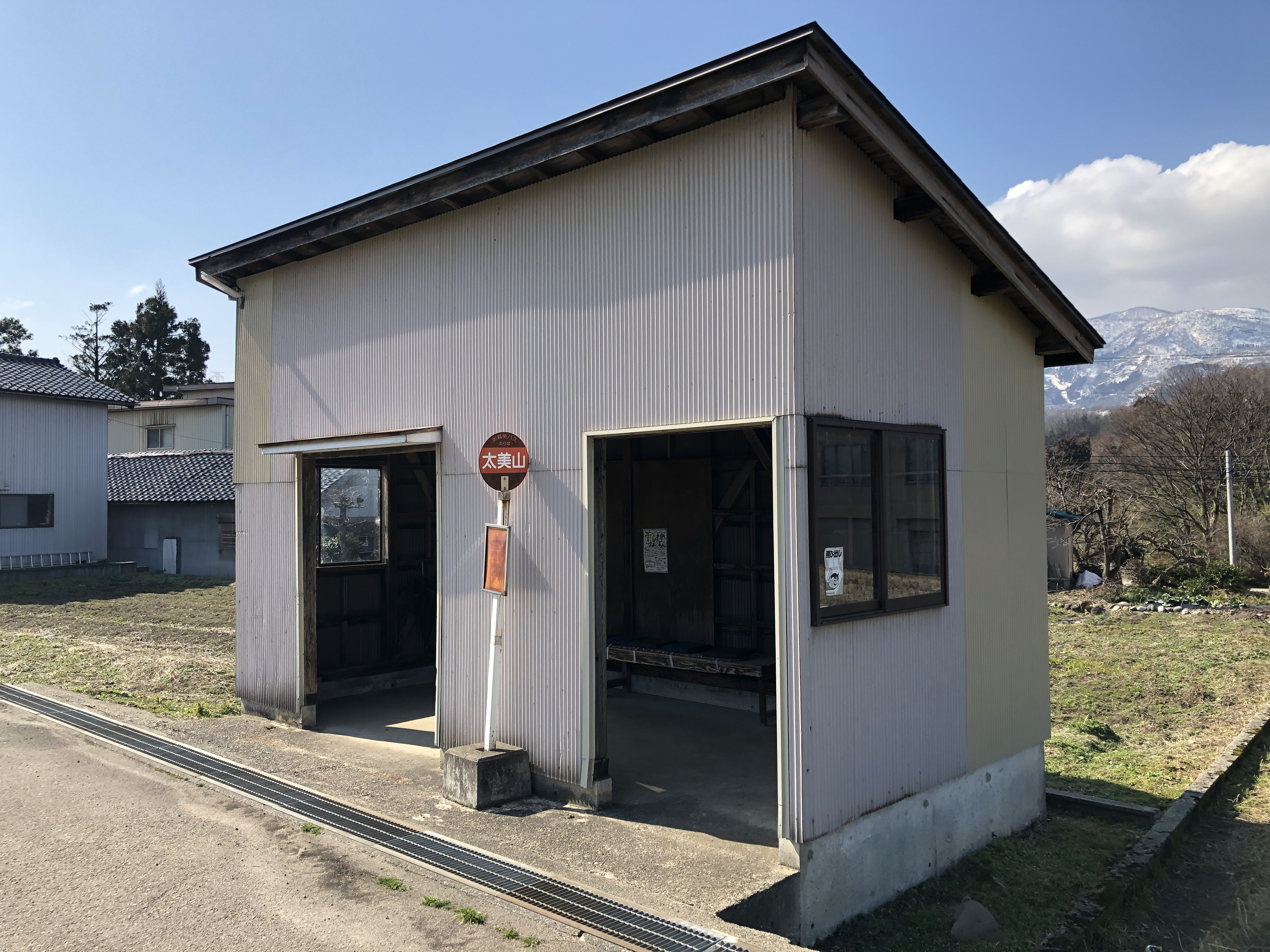
旧太美山駅
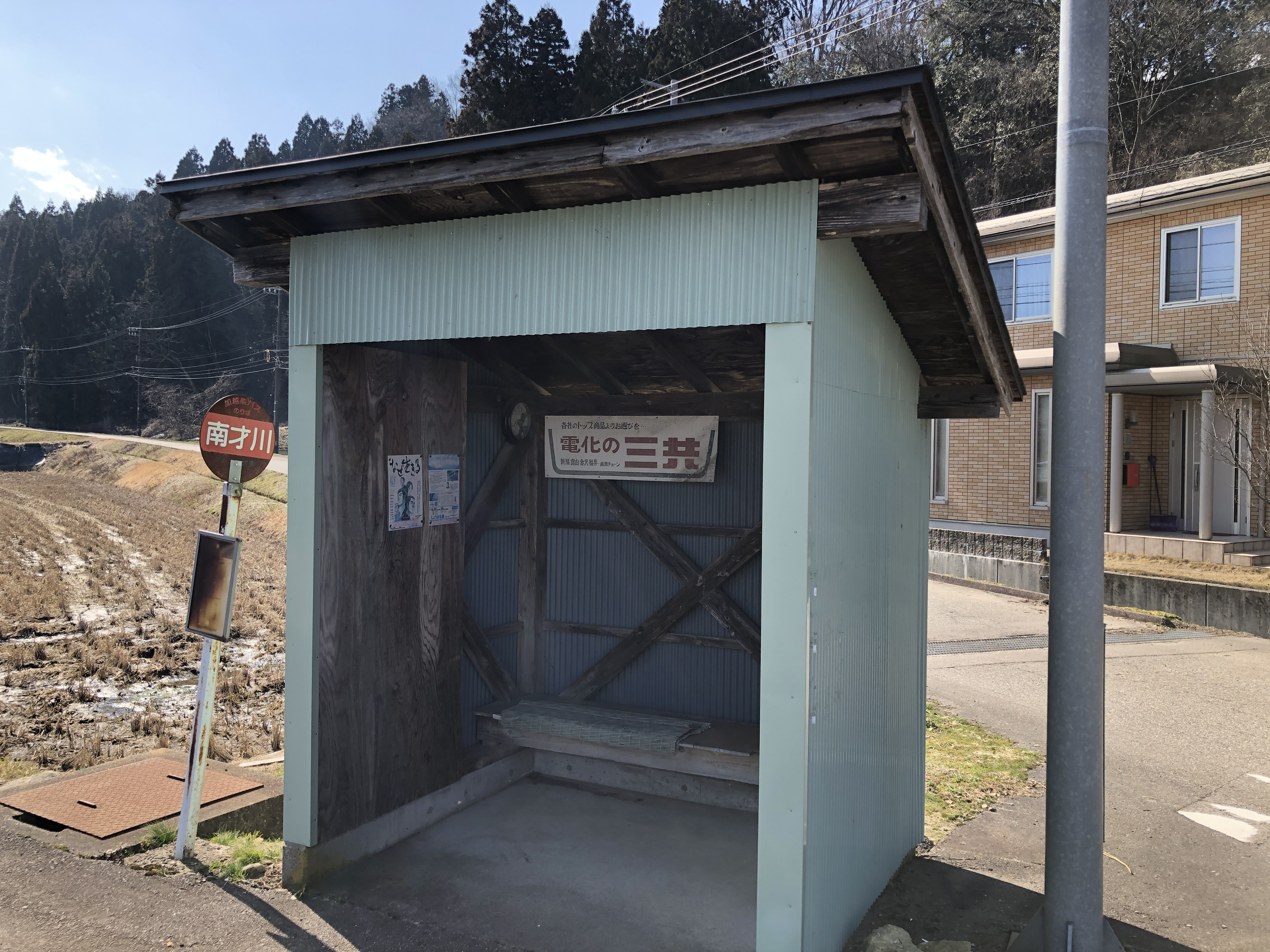
旧南才川駅
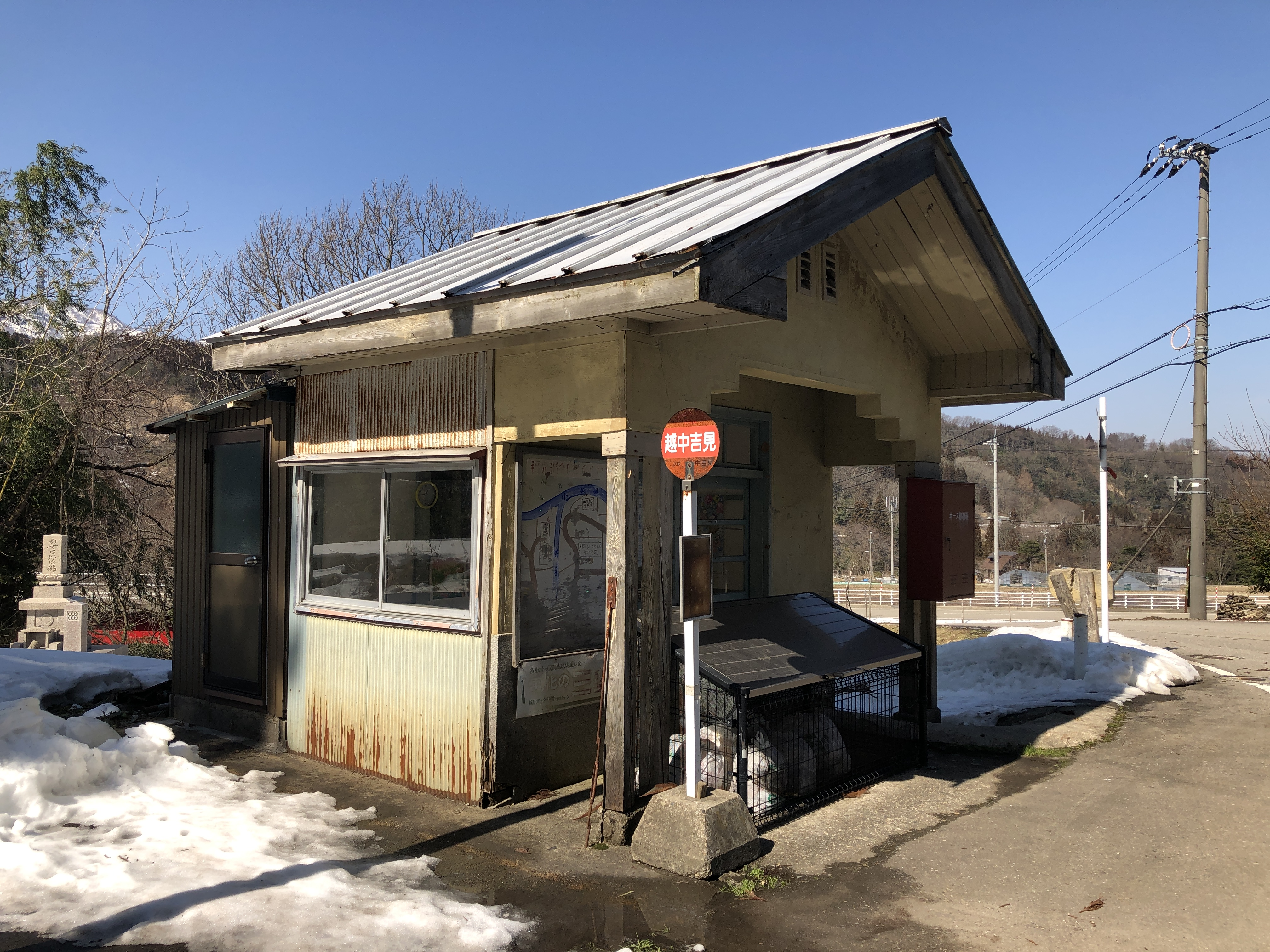
旧越中吉見駅
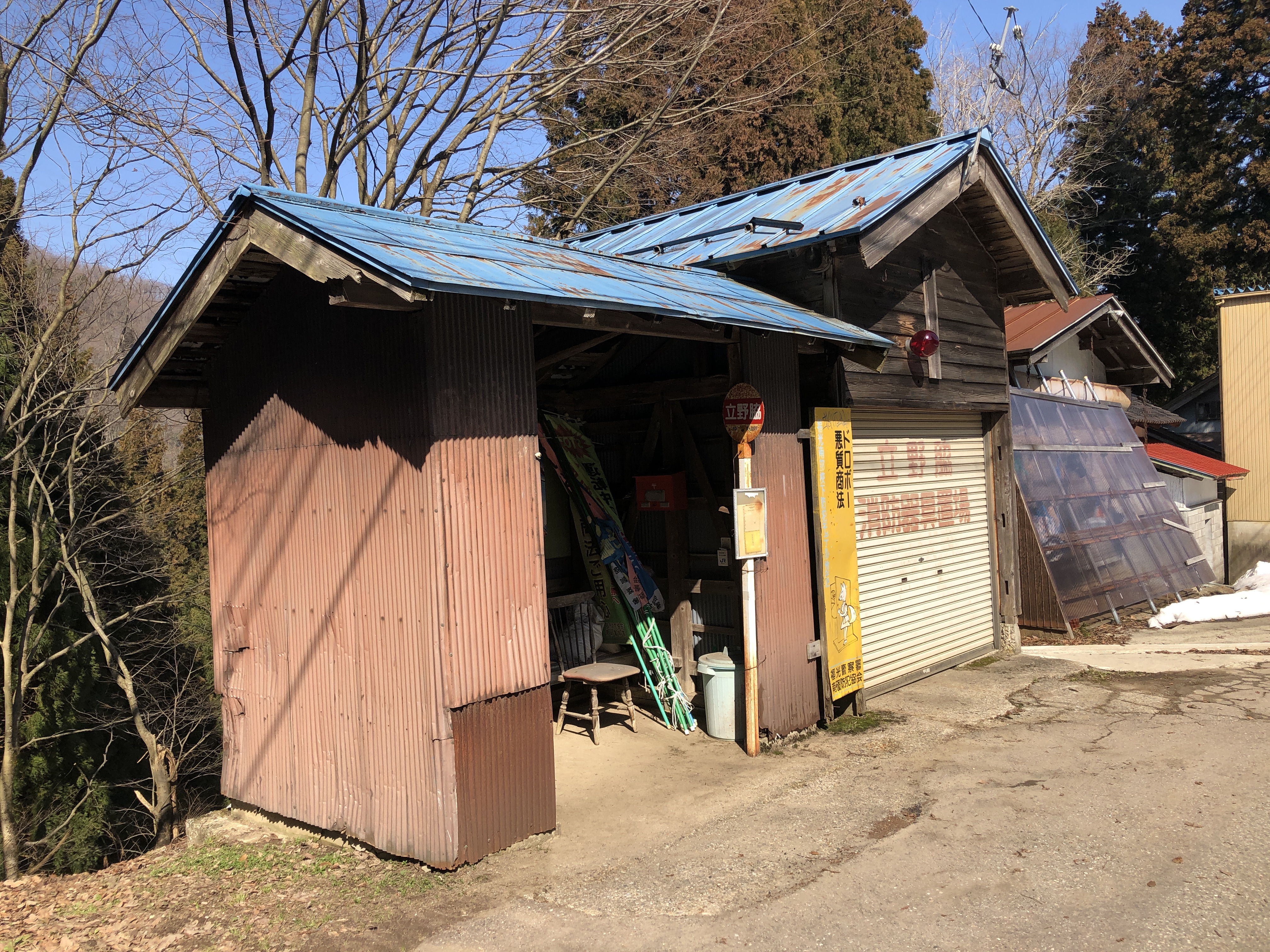
旧立野脇駅
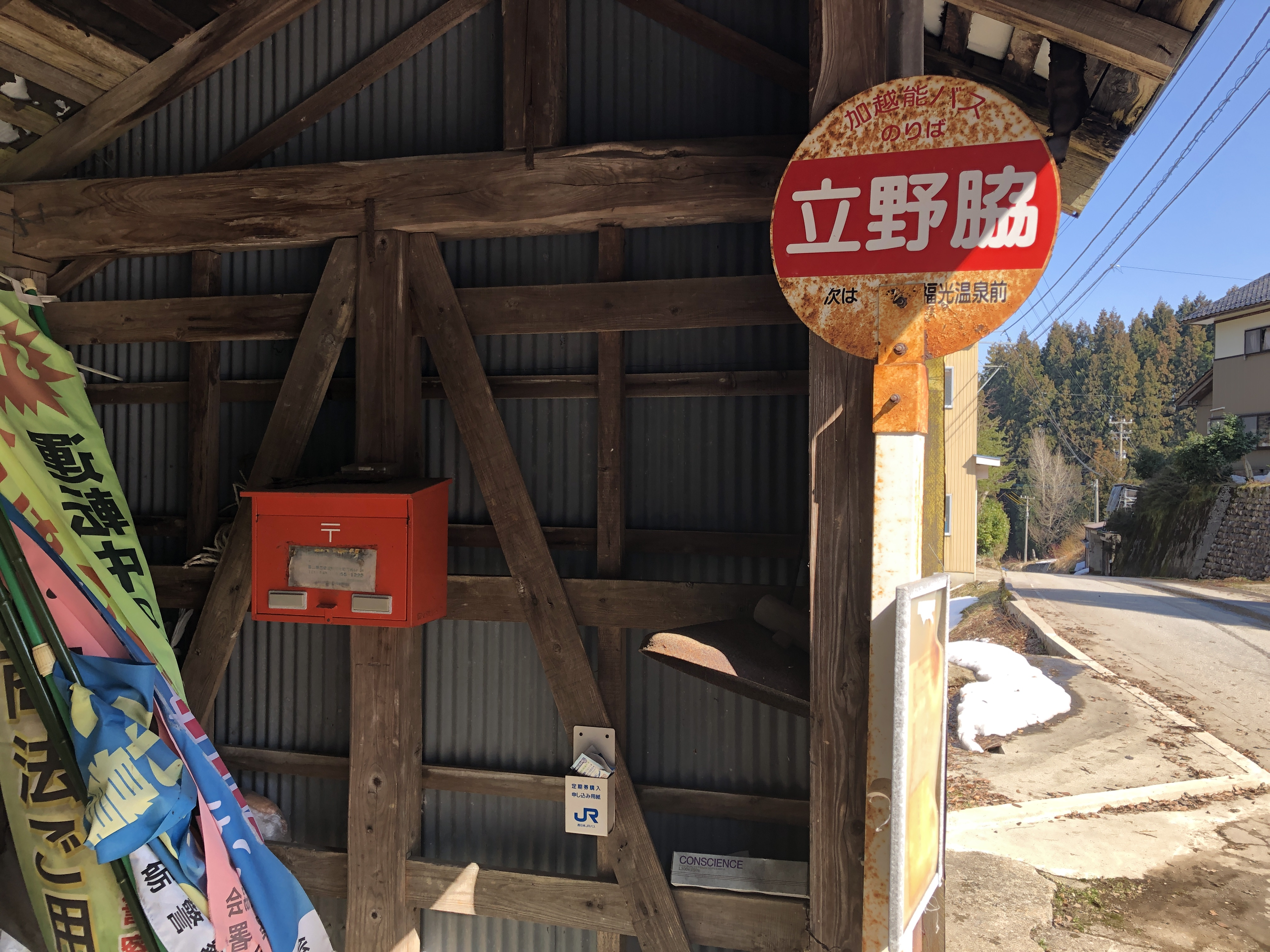
加越能バスの停留所ポールと西日本ジェイアールバスの定期券購入申込み用紙入れ

| 駅名         | 訓             | 位置                           | 備考                                                         |
| ------------ | -------------- | ------------------------------ | ------------------------------------------------------------ |
| 立野脇駅     | たてのわき     | 富山県西礪波郡福光町大字立野脇 | 1963年（昭和38年）3月10日開業                                |
| 南谷駅       | みなみだに     | 富山県西礪波郡福光町大字立野脇 | 1963年（昭和38年）3月10日開業、1965年（昭和40年）9月11日廃止 |
| 太美ダム前駅 | ふとみだむまえ | 富山県西礪波郡福光町立野脇     | 1965年（昭和40年）9月11日開業                                |
| 刀利ダム前駅 | とうりだむまえ | 富山県西礪波郡福光町大字刀利   | 1963年（昭和38年）3月10日開業                                |
| 下刀利駅     | しもとうり     | 富山県西礪波郡福光町大字刀利   | 1963年（昭和38年）3月10日開業                                |

| 駅名       | 訓                 | 位置                           | 備考                                                         |
| ---------- | ------------------ | ------------------------------ | ------------------------------------------------------------ |
| 福光駅     | ふくみつ           | 富山県西礪波郡福光町           | 既設停車場                                                   |
| 福光東町駅 | ふくみつひがしまち | 富山県西礪波郡福光町           | 1957年（昭和32年）10月1日開業、1963年（昭和38年）1月10日廃止 |
| 福光栄町駅 | ふくみつさかえまち | 富山県西礪波郡福光町大字福光町 | 1963年（昭和38年）1月10日開業、1965年（昭和40年）9月11日改称 |
| 竹内駅     | たけうち           | 富山県西礪波郡福光町竹内       | 1965年（昭和40年）9月11日開業                                |
| 舘村       | たちむら           | 富山県西礪波郡福光町舘         | 1965年（昭和40年）9月11日開業                                |
| 開発駅     | かいほつ           | 富山県西礪波郡福光町大字開発   | 1960年（昭和35年）5月27日開業、1965年（昭和40年）9月11日廃止 |
| 祖谷駅     | そだに             | 富山県西礪波郡福光町大字祖谷   | 1960年（昭和35年）5月27日開業                                |
| 香城寺口駅 | こうじょうじぐち   | 富山県西礪波郡福光町香城寺     | 1965年（昭和40年）9月11日開業                                |
| 広谷駅     | ひろたに           | 富山県西礪波郡福光町大字広谷   | 1960年（昭和35年）5月27日開業                                |
| 西太美駅   | にしふとみ         | 富山県西礪波郡西太美村大字戈川 | 1960年（昭和35年）5月27日開業                                |

以上の表における記述はその駅が自動車駅として開業した当時における告示あるいは公示の表記によるものであり、且つ日本国有鉄道時代の停車場に限る。なお、一般に国鉄自動車線には停車場（駅）の他に旅客取扱を行う乗降場を設けている場合があるが、上記の表に乗降場は含めていない。

## 脚註
1. ↑  交通新聞社編、『平成13年版 交通年鑑』（387頁）、2001年（平成13年）3月、交通新聞社
2. 1 2 3  「加越能鉄道が来月から代替 福光町のJRバス路線」、『北日本新聞』（25面）、2001年（平成13年）11月29日、北日本新聞社
3. 1 2 3  加越能バス（株）の「砺波立野脇線」廃止に伴う市営バス「立野脇線」の開設について - 南砺市
4. ↑  昭和14年鉄道省告示第150号（『官報』、1939年（昭和14年）8月25日、内閣印刷局）
5. 1 2 3  昭和26年日本国有鉄道公示第45号（『官報』、1951年（昭和26年）3月10日、大蔵省印刷局）
6. 1 2  昭和28年日本国有鉄道公示第432号及び433号（『官報』、1953年（昭和28年）12月24日、大蔵省印刷局）
7. 1 2  昭和30年日本国有鉄道公示第366号（『官報』、1955年（昭和30年）10月27日、大蔵省印刷局）
8. 1 2  昭和32年日本国有鉄道公示第352号（『官報』、1957年（昭和32年）9月21日、大蔵省印刷局）
9. 1 2 3  昭和35年日本国有鉄道公示第256号（『官報』、1960年（昭和35年）5月26日、大蔵省印刷局）
10. 1 2  昭和37年日本国有鉄道公示第656号（『官報』、1962年（昭和37年）12月27日、大蔵省印刷局）
11. 1 2 3  昭和37年日本国有鉄道公示第654号（『官報』、1962年（昭和37年）12月27日、大蔵省印刷局）
12. 1 2 3  昭和38年日本国有鉄道公示第84号（『官報』、1963年（昭和38年）3月5日、大蔵省印刷局）
13. 1 2  「早ければ六月末に 国鉄バス 刀利乗り入れ実現」、『富山新聞』7面、1962年（昭和37年）5月10日、富山新聞社
14. 1 2  昭和40年日本国有鉄道公示第493号（『官報』、1965年（昭和40年）9月4日、大蔵省印刷局）
15. 1 2 3 4  昭和40年日本国有鉄道公示第496号（『官報』、1965年（昭和40年）9月4日、大蔵省印刷局）
16. ↑  福光町史編纂委員会編、『福光町史 下巻』（128頁）、2011年（平成23年）3月、南砺市
17. 1 2  昭和42年日本国有鉄道公示第258号（『官報』、1967年（昭和42年）5月17日、大蔵省印刷局）
18. ↑  昭和45年日本国有鉄道公示第511号（『官報』、1970年（昭和45年）12月15日、大蔵省印刷局）
19. 1 2  昭和60年日本国有鉄道公示第187号及び188号（『官報』、1985年（昭和60年）3月13日、大蔵省印刷局）
20. 1 2  昭和61年日本国有鉄道公示第172号（『官報』、1986年（昭和61年）12月10日、大蔵省印刷局）
21. 1 2  昭和39年日本国有鉄道公示第367号（『官報』、1964年（昭和39年）8月18日、大蔵省印刷局）
22. 1 2  交通協力会編、『昭和63年版 交通年鑑』（428頁）、1988年（昭和63年）3月、交通協力会
23. 1 2  交通協力会編、『平成元年版 交通年鑑』（484頁）、1989年（平成元年）3月、交通協力会
24. 1 2  「バス路線2区間廃止へ、富山県福光町議会、JRバスが正式表明」、『富山新聞』（16面）、2000年（平成12年）9月14日、富山新聞社
25. 1 2  「さよなら JRバス太美山線」、『富山新聞』（33面）、2001年（平成13年）12月1日、富山新聞社
26. 1 2 3  「加越能バス 砺波立野脇線を廃止」、『富山新聞』2面、2019年（令和元年）6月27日、富山新聞社
27. 1 2  昭和28年日本国有鉄道公示第197号（『官報』、1953年（昭和28年）7月2日、大蔵省印刷局）
28. ↑  昭和29年日本国有鉄道公示第131号（『官報』、1954年（昭和29年）5月26日、大蔵省印刷局）
29. ↑  昭和29年日本国有鉄道公示第216号（『官報』、1954年（昭和29年）7月31日、大蔵省印刷局）
30. ↑  昭和32年日本国有鉄道公示第356号（『官報』、1957年（昭和32年）9月21日、大蔵省印刷局）
31. ↑  昭和35年日本国有鉄道公示第650号（『官報』、1960年（昭和35年）12月24日、大蔵省印刷局）
32. ↑  昭和37年日本国有鉄道公示第658号（『官報』、1962年（昭和37年）12月27日、大蔵省印刷局）
33. ↑  昭和39年日本国有鉄道公示第244号（『官報』、1964年（昭和39年）5月29日、大蔵省印刷局）
34. ↑  昭和40年日本国有鉄道公示第495号（『官報』、1965年（昭和40年）9月4日、大蔵省印刷局）
35. ↑  昭和40年日本国有鉄道公示第494号（『官報』、1965年（昭和40年）9月4日、大蔵省印刷局）
36. ↑  昭和45年日本国有鉄道公示第511号（『官報』、1970年（昭和45年）12月12日、大蔵省印刷局）
37. ↑  交通協力会出版部編、『昭和61年版 交通年鑑』（402頁）、1986年（昭和61年）3月、交通協力会
38. ↑  西日本旅客鉄道監修・交通新聞社編、『新世紀へ走る JR西日本10年のあゆみ』（445頁）、1997年（平成9年）8月、西日本旅客鉄道
39. ↑  水谷昌義、「国鉄自動車路線網の盛衰――（Ⅱ）戦時期1――」、『東京経大学会誌 経営学』第244号、2005年（平成17年）3月、東京経済大学